# Vendégkönyv

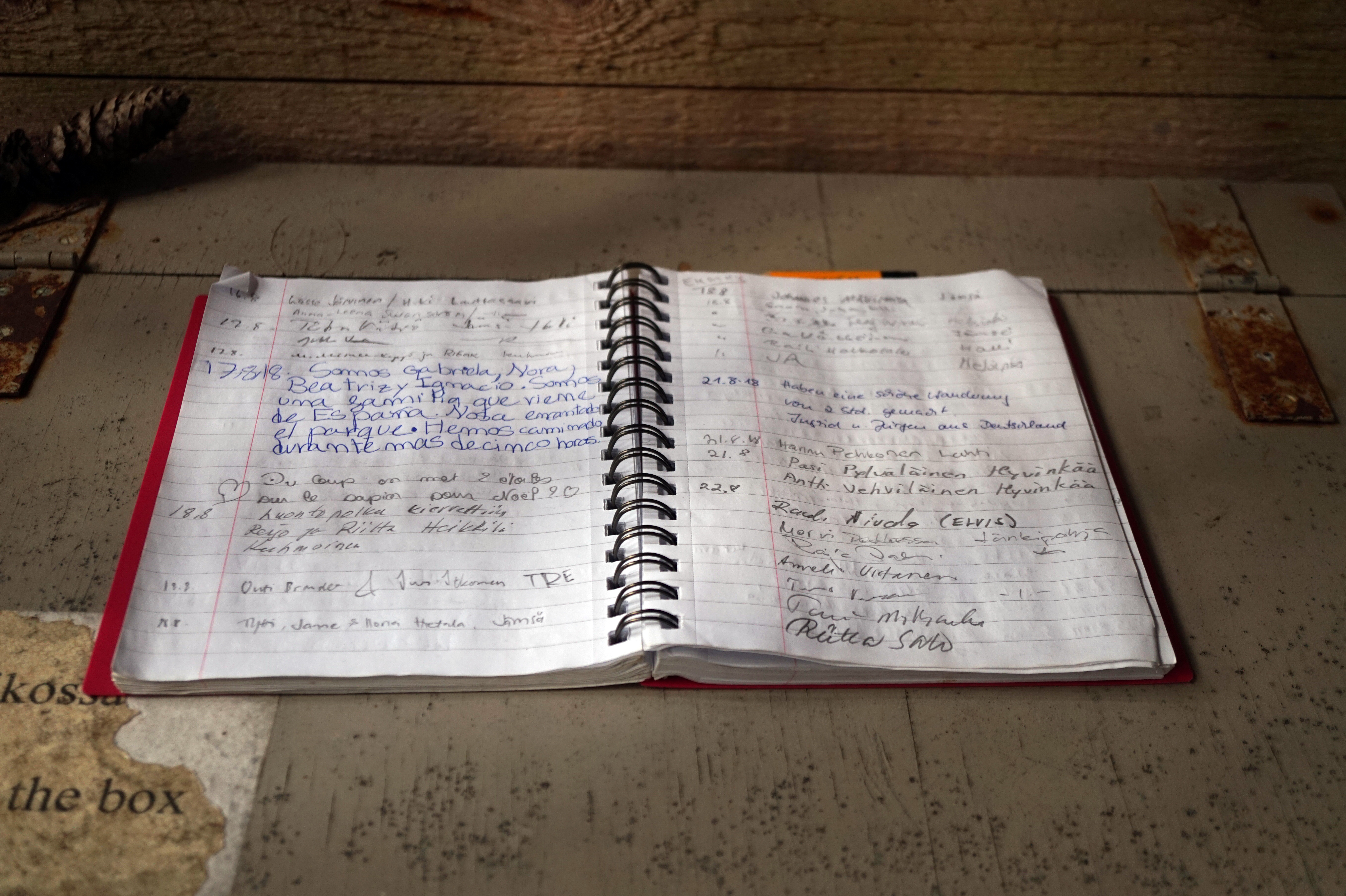

A vendégkönyv olyan könyv, amely lehetővé teszi a látogatók számára, hogy nyilvános hozzászólásokat hagyjanak. Különösen szállodák és múzeumok alkalmazzák. Az internetes honlapokon a vendégkönyv ugyanezt a célt szolgáló naplózó rendszer.

## Vendégkönyv a weboldalakon
Néhány vendégkönyvben lehetséges a látogatóknak, hogy kifejezzék a gondolataikat a honlapról, vagy a tárgyáról. Általában nem kötelezik a hozzászólót, hogy készítsen felhasználói fiókot, mivel ez csak egy nem hivatalos módja, hogy egy gyors üzenetet hagyjanak. A célja egy honlap vendégkönyvének, hogy megjelenítse a látogatók véleményét, beleértve azt, hogy a világ melyik részén élnek és hogy visszajelzést kapjon tőlük. Ez lehetővé teszi a webmesternek, hogy felmérje és javítsa az oldalukat. Néhány újabb vendégkönyv tartalmaz egy térképet, ami vizuálisan megjeleníti a látogatók földrajzi helyét. Az ilyen vendégkönyvekre néha, mint vendégtérképekre utalnak.
Egy vendégkönyv általában egy szerveroldali szkript, nagyrészt olyan nyelvben írták, mint a Perl, PHP, Python vagy ASP. Több ingyenes vendégkönyv hoszt és szkript létezik.
Gyakran a látogatók e-mail címeit, honlapjainak URL-jeit és IP-címeit összegyűjtik és néha közzé is teszik. Erre egy jó példa az ingyenes, ún. lapos fájlokkal (flat file) PHP vendégkönyv, amit BBguestbooknak hívnak, amely használ hangulatjeleket és anti-spam szkripteket. Vendégkönyv úgy is létrehozható, hogy a webmester nem használ saját programot, hanem regisztrál egy vendégkönyv-szolgáltató weblapon. A kapott vendégkönyvet testre szabhatja (színek, háttérkép) és menüpontként belinkelheti, vagy IFrame-ként beágyazhatja a weblapjába.
Egy vendégkönyvnek nem muszáj vitahelynek lennie. Emiatt egy vendégkönyv eltér egy chat szobától (ami többé-kevésbé valós idejű beszélgetés), vagy egy fórumtól (amit a viták főbb helyének szánnak), vagy egy blogról (amire jellemzőbbek a gyakori frissítések és bonyolultabb változtatások).

## Külső hivatkozások
- Free guestbooks
- Vendégkönyv.lap.hu